# Crataegus beata
Crataegus beata — вид квіткових рослин із родини трояндових (Rosaceae).

## Біоморфологічна характеристика
Це кущ 6 метрів заввишки. Нові гілочки темно-оранжево-зелені з червоним відтінком, голі, 1-річні яскраво-червоно-коричневі, старші середньо-сірі; колючки на гілочках від прямих до злегка вигнутих, 2-річні темні, блискучі червонувато-коричневі, міцні, 3.5–4.5 см. Листки: ніжки листків 2.5–4 см, молодими волохаті, потім голі, ± густо залозисті; листові пластини від широко-яйцеподібної до дельтувато-яйцеподібної форми, 5–8 см, частки по 4 або 5 на кожній стороні, ± трикутні, верхівки часток від гострих до загострених, а краї сильно пилчасті, поверхні голі, крім адаксіальних ± притиснено-волосистих молодих листків. Суцвіття 5–12-квіткові. Квітки 16–18 мм у діаметрі. Яблука малинові, від довгастих до довгасто-зворотно-яйцеподібних, 9–10 мм у діаметрі. Період цвітіння: травень; період плодоношення: вересень і жовтень.

## Середовище проживання
Зростає на північному сході США — Мічиган, Нью-Йорк, Огайо, Вісконсин й південному сході Канади — Онтаріо.
Населяє хмизняки; на висотах 100–300 метрів.